# Automobilisme aux Jeux olympiques de 1900
Navigation
1936
Le sport automobile fait partie des sports de démonstration lors des Jeux olympiques d'été de 1900 se tenant à Paris. Quatorze épreuves sont prévues au programme, en lien avec l'Exposition universelle de 1900.
Les inscriptions étaient effectuées par les constructeurs plutôt que par conducteurs. La plupart des concurrents étaient de nationalité française. Le comte Jules-Albert de Dion participe notamment à l'organisation en tant que vice-président de la Commission d'exécution des concours.
Les vainqueurs ne gagnaient pas de médailles olympiques (or pour le vainqueur, argent pour le deuxième et bronze pour le troisième) mais divers autres prix. Les premiers remportaient des objets d'art, les suivants des médailles de vermeil, d'argent et de bronze.

## Résultats

### Course de vitesse
| Catégorie  | Or                    | Argent                    | Bronze                         |
| ---------- | --------------------- | ------------------------- | ------------------------------ |
| Voiture    | Alfred Velghe Mors    | Pinson Panhard & Levassor | Carl Voight Panhard & Levassor |
| Voiturette | Louis Renault Renault | Schrader Renault-Aster    | Grus Renault                   |

### Voitures de tourisme (+400 kg)
| Catégorie           | Or                                | Argent                     | Bronze                      |
| ------------------- | --------------------------------- | -------------------------- | --------------------------- |
| Deux places         | Pilote inconnu Peugeot            | Pilote inconnu Delahaye    | Pilote inconnu Rochet-Petit |
| Quatre places       | Pilote inconnu Delahaye           | Pilote inconnu De Dietrich | Pilote inconnu Brouhot      |
| Six places          | Pilote inconnu Panhard & Levassor | Pilote inconnu Brouhot     | Pilote inconnu Delahaye     |
| Plus de sept places | Pilote inconnu Panhard & Levassor | -                          | -                           |

### Voiturettes (-400 kg)
| Catégorie             | Or                       | Argent                   | Bronze                            |
| --------------------- | ------------------------ | ------------------------ | --------------------------------- |
| Deux places (-250 kg) | Pilote inconnu Gladiator | Pilote inconnu Gladiator | Pilote inconnu Gladiator          |
| Deux places (-400 kg) | Pilote inconnu Renault   | Pilote inconnu Renault   | Pilote inconnu Outhenin-Chaldenre |

### Voitures de place et de livraison
| Catégorie                               | Or                     | Argent                     | Bronze                  |
| --------------------------------------- | ---------------------- | -------------------------- | ----------------------- |
| Voitures de place Moteur à essence      | Pilote inconnu Peugeot | Pilote inconnu De Riancey  | -                       |
| Voitures de place Moteur électrique     | Pilote inconnu Krieger | Pilote inconnu Krieger     | Pilote inconnu Jeantaud |
| Voitures de livraison Moteur à essence  | Pilote inconnu Brouhot | Pilote inconnu De Dietrich | -                       |
| Voitures de livraison Moteur électrique | Pilote inconnu Krieger | -                          | -                       |

### Camions
| Catégorie    | Or                            | Argent                            | Bronze                        |
| ------------ | ----------------------------- | --------------------------------- | ----------------------------- |
| Poids légers | Pilote inconnu De Dion-Bouton | Pilote inconnu Peugeot            | Pilote inconnu Riker Electric |
| Poids lourds | Pilote inconnu De Dion-Bouton | Pilote inconnu Panhard & Levassor | Pilote inconnu De Dion-Bouton |